# Djoussi-Malaou
Djoussi-Malaou (ou Djossi Malaou) est un village du Cameroun situé dans le département du Djérem et la région de l'Adamaoua. Il fait partie de la commune de Tibati.

## Population
Lors du recensement de 2005, le village était habité par 190 personnes, 95 de sexe masculin et 95 de sexe féminin.